# Rolf Binder
Rolf Binder (* 20. März 1929 in Weiningen ZH; † 1. Dezember 2016) war ein Schweizer Berufsoffizier und Ausbildungschef der Schweizer Armee (1988 bis 1991).

## Leben
Nach einer kaufmännischen Ausbildung war Binder ab 1958 Instruktionsoffizier der Infanterie. Im Jahr 1963 wurde er Generalstabsoffizier, 1976 bis 1978 kommandierte er das Infanterieregiment 28, von 1982 bis 1985 als Divisionär die Felddivision 6, 1986 bis 1987 das Feldarmeekorps 2. 
Von 1988 bis 1991 war er Ausbildungschef der Schweizer Armee. In diesem Amt machte sich Binder stark für eine verbesserte Ausbildung der Truppen. In seiner Ära beschaffte die Armee etwa verbesserte Gehörschutzgeräte, erlaubte Rekruten das Tragen ziviler Marschschuhe und führte das Abtreten bereits am Samstagmorgen ein.
Mit dem Ziel, eine zeitgemässe Ausbildung des Soldaten zu fördern, erklärte er das von Rudolf Steiger verfasste Buch «Menschenorientierte Führung» zur offiziellen Lehrschrift der Armee. Unstimmigkeiten im Dienstbetrieb wollte er auf den Grund gehen; zu diesem Zweck schuf er die Militärwissenschaftliche Arbeitsgruppe, die ihm beratend zur Seite stand. Im Weiteren legte er den Grundstein für eine systematische, anerkannte Berufsausbildung der professionellen Armeekader, wie sie seither an der Militärakademie an der ETH Zürich praktiziert wird.
Nachdem die Stimmberechtigten bei der Armeeabschaffungsinitiative 1989 der Armee einen Denkzettel verpasst hatten, setzte Binder eine 22-köpfige Arbeitsgruppe ein. Diese sollte das Abstimmungsergebnis auswerten und Reformvorschläge erarbeiten. Per Ende 1991 trat Binder als Ausbildungschef ab. Er hatte zuletzt den Dienstgrad eines Korpskommandanten.
Am 1. Dezember 2016 ist Binder nach längerer, schwerer Krankheit im Alter von 87 Jahren gestorben. 

### Nyffenegger-Affäre
Kritik erntete Binder für seine Rolle in der Nyffenegger-Affäre rund um die Feierlichkeiten zum 50. Jahrestag der Mobilmachung in der Schweiz. Im Zentrum stand der ehemalige Oberst der Schweizer Armee, Friedrich Nyffenegger, dem finanzielle Unregelmässigkeiten bei den sogenannten «Diamant»-Feiern und das Verschwinden von CDs mit geheimen Daten vorgeworfen wurden. Eine vom damaligen Militärdepartements-Vorsteher Adolf Ogi in Auftrag gegebene Untersuchung ergab 1996, dass «fehlende Kontrolle und Führung durch die Vorgesetzten» die Affäre Nyffenegger mitverursacht hatten. Binder war seinerzeit Projektverantwortlicher für die «Diamant»-Ausstellungen.